# Das siebente Siegel
Das siebente Siegel (Originaltitel: Det sjunde inseglet) ist ein schwedischer Schwarzweißfilm von Ingmar Bergman aus dem Jahr 1957. Das im Spätmittelalter, zur Zeit der Schwarzen Pest  angesiedelte Mysterienspiel erzählt von dem Ritter Antonius Block, der vom Kreuzzug heimkehrt und mit seinem Glauben ringt. Er trifft auf den Tod, der ihm das Ende seiner Lebensspanne eröffnet. Doch der Ritter erwirkt einen Aufschub: Solange der Tod ihn nicht im Schachspiel geschlagen hat, darf er weiterleben.
Das Filmdrama, ausgezeichnet unter anderem auf den Internationalen Filmfestspielen von Cannes, war nach Das Lächeln einer Sommernacht (1955) Bergmans zweiter großer künstlerischer und kommerzieller Erfolg und machte den Regisseur international bekannt.

## Handlung
Der Ritter Antonius Block kehrt vom Kreuzzug aus dem Heiligen Land zurück und findet seine Heimat von der Pest verwüstet vor. Der Tod erscheint ihm bei Sonnenaufgang mit der Mitteilung, dass seine Zeit gekommen sei. Block schlägt dem Tod eine Partie Schach  vor, in der die Entscheidung über sein Leben fallen soll. Solange die Partie nicht entschieden ist, wird ihm Aufschub gewährt, gewinnt er, soll er verschont werden. Block will die Zeit nutzen, um einen Sinn in seinem Dasein zu finden und ein Zeichen für die Existenz Gottes zu erhalten. Sein Knappe Jöns, ein eher pragmatischer Charakter, hat für seine Umwelt meist nur Spott übrig, der auch vor seinem Herrn nicht Halt macht.
Block setzt die Reise zu seinem Gut fort, auf dem, wie er hofft, seine Frau auf ihn wartet, die er seit Jahren nicht gesehen hat. In einer Kapelle beichtet er einem Priester, dem er von seinem Schachspiel mit dem Tod und seiner Spielstrategie erzählt. Der Priester entpuppt sich als der Tod, der mit Block ein Wiedersehen verabredet, um die Partie fortzusetzen. Beim Auffrischen der Vorräte in einem verlassenen Dorf rettet Jöns ein Mädchen vor dem Plünderer Raval. Jöns erkennt in Raval den fanatischen Priesteranwärter, der Block einst zum Kreuzzug überredete. Jöns warnt ihn, dass er ihn beim nächsten Aufeinandertreffen im Gesicht „zeichnen“ werde. Weil Jöns behauptet, eine „Haushälterin“ zu brauchen, schließt sich das Mädchen Block und ihm an.
Auf ihrer Reise treffen sie unter anderem auf eine Prozession von Flagellanten, den Schmied Plog und seine kokettierende Frau Lisa, dann eine junge Frau, die der Hexerei angeklagt ist und auf dem Scheiterhaufen verbrannt werden soll, sowie eine Schauspielertruppe, bestehend aus Jof, Mia, ihrem Sohn Mikael und Skat, die inmitten von Pest und Aberglauben ihre Lebensfreude bewahrt hat. Jof hat regelmäßig religiöse Visionen, aber niemand schenkt seinen Erzählungen Glauben. In einem Wirtshaus hetzt Raval die Menge gegen Jof auf. Als Jöns hinzukommt, bringt er Raval, wie angedroht, mit seinem Messer eine Wunde im Gesicht bei.
Plog, Lisa und die Schauspieler reisen mit dem Ritter weiter, um unter seinem Schutz einen großen Wald zu durchqueren. Der Tod holt zuerst Skat und die wegen angeblicher Hexerei verurteilte junge Frau zu sich, dann wird die Gruppe Zeuge, wie Raval qualvoll an der Pest stirbt. Während einer Rast erscheint der Tod abermals und fordert Block auf, die Schachpartie fortzusetzen. Block befragt den Tod über den Sinn der Dinge, wobei sich herausstellt, dass der Tod die Gründe seiner eigenen Existenz und seines Handelns selbst nicht kennt. Jof, der das Spiel heimlich beobachtet, bekommt Angst und stiehlt sich mit seiner Familie davon. Block bemerkt ihr Weggehen und lenkt seinen Gegenspieler ab, indem er scheinbar aus Versehen die Figuren umstößt. Der Tod stellt die Figuren wieder auf ihre vorigen Positionen und setzt den Ritter Schachmatt. Er kündigt an, Block und seine Begleiter beim nächsten Erscheinen mit sich zu nehmen.
Die Reisenden erreichen Blocks Burg, wo seine Frau Karin ihn und seine Begleiter empfängt. Während sie essen, erscheint der Tod, um sein Versprechen einzulösen. Die Anwesenden reagieren unterschiedlich: Block betet verzweifelt, Jöns protestiert, das Mädchen aus dem Dorf fügt sich mit den Worten „Es ist vollbracht!“ lächelnd seinem Schicksal.
Bei Tagesanbruch sieht Jof, wie eine Prozession den Horizont entlangwandert. Der Tod geht voran und zieht die zum Sterben Verurteilten gleich einem Totentanz hinter sich her. Als er Mia erzählt, was er sieht, macht sie sich über seine blühende Fantasie lustig. Die Familie zieht mit ihrem Wagen weiter.

## Hintergrund

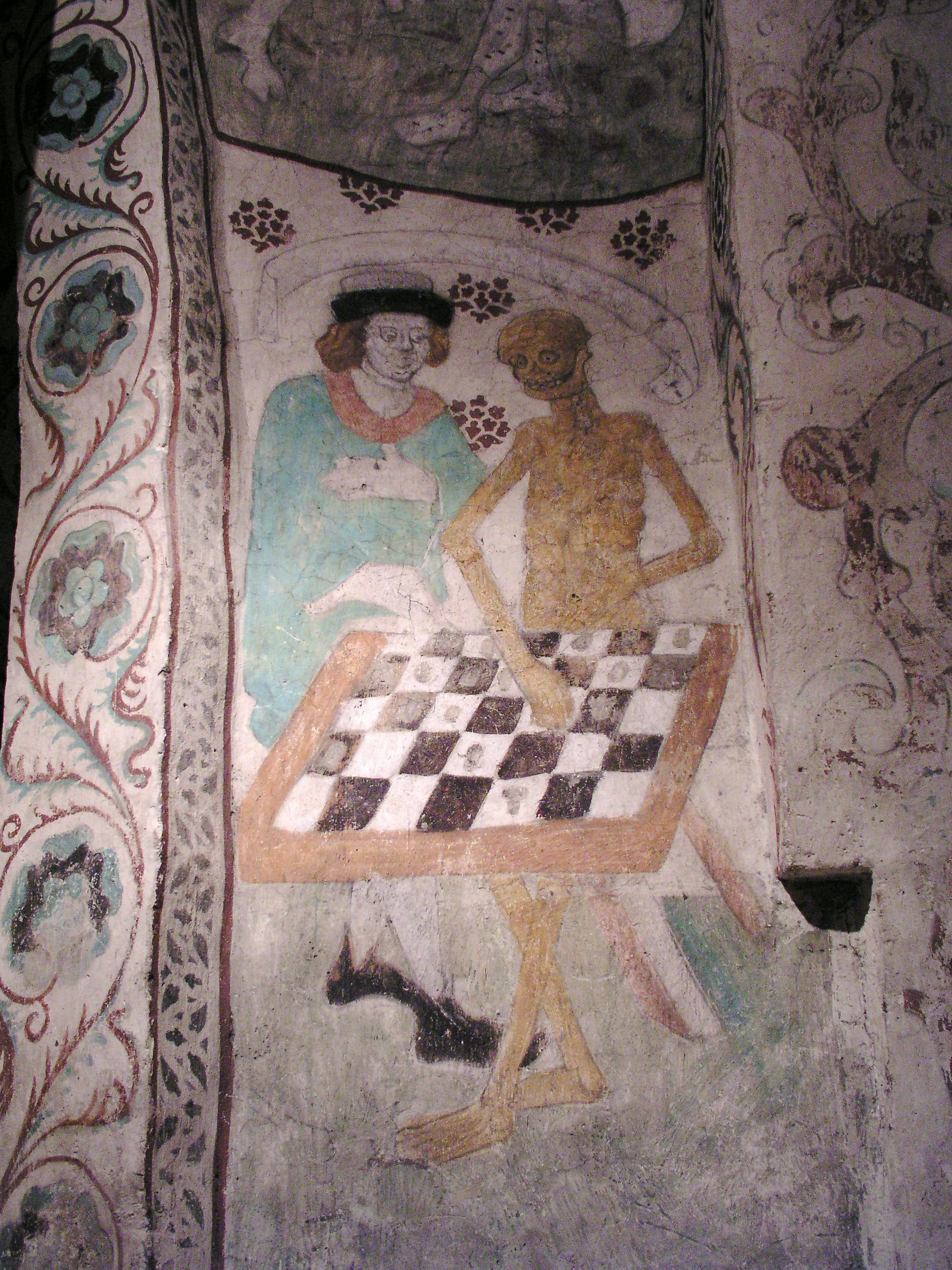
Wandmalerei von Albertus Pictor in der Kirche von Täby, Schweden (15. Jhdt.).

### Entwicklung des Drehbuchs
Ingmar Bergmans ursprünglicher Anreiz, Das siebente Siegel zu drehen, ging nach eigener Aussage auf die Vagantenlieder in Carl Orffs Komposition Carmina Burana zurück: „Menschen, die durch den Untergang der Zivilisation und Kultur zogen und neue Lieder gebärten, das war ein verlockender Stoff für mich.“ – Als weitere Inspirationsquellen machten Rezensenten Albrecht Dürers Kupferstich Ritter, Tod und Teufel (1513) und August Strindbergs Drama Folkungersage (1899) aus. Ebenso wurden Parallelen zwischen Motiven des Films wie dem Schach spielenden oder den Baum fällenden Tod und den Gemälden von Albertus Pictor, den Bergman sogar persönlich auftreten lässt, gezogen. Die Idee, vom Tod Aufschub zu erwirken, indem man ihn zu einem Spiel herausfordert, taucht zuvor schon bei dem oberbayerischen Mundartdichter Franz von Kobell in seiner Erzählung Der Brandner Kaspar auf, aber es gibt keine Hinweise, dass Bergman diese Erzählung bekannt war, obwohl sie bereits lange zu einem erfolgreichen Theaterstück adaptiert worden war, als Bergman seinen Film drehte.
Bergman verfasste das Drehbuch nach seinem 1953–1954 geschriebenen einaktigen Theaterstück Trämålning (deutsch: „Holzmalerei“). Dieses war aus einem aus einer Serie längerer Monologe bestehenden Übungsstück für Schauspielschüler am Malmöer Stadttheater hervorgegangen. Bergman nahm einschneidende Änderungen an dem Stoff vor, in dem der Knappe Jöns die Haupt- und der Ritter eine kleinere Rolle spielten, und führte neue Figuren wie den Tod und Jof und Mia (kurz für Josef und Maria) ein. Das im Juni 1956 fertiggestellte Drehbuch widmete Bergman seiner damaligen Partnerin Bibi Andersson, die ihn ermuntert hatte, das Komödienfach (das er unter anderem in Das Lächeln einer Sommernacht und Lektion in Liebe erprobt hatte) hinter sich zu lassen.
Der Regisseur bekannte später in einem Interview, dass er den Film als gelungen, aber „theatralisch“ empfinde, was dem Umstand einer zugrunde liegenden Bühnenvorlage geschuldet sei. Auch sei er, im Gegensatz zu Einen Sommer lang (1951), rein „mit dem Verstand“ gemacht worden. Dem widerspricht jedoch die Aussage, seine Absicht sei gewesen, „wie ein mittelalterlicher Kirchenmaler zu malen, mit demselben objektiven Interesse, mit derselben Zärtlichkeit und Freude“.

### Produktion
Carl Anders Dymling, Leiter der Filmproduktionsgesellschaft Svensk Filmindustri, hatte den Stoff zunächst abgelehnt. Nach dem Erfolg von Das Lächeln einer Sommernacht auf den Internationalen Filmfestspielen in Cannes erklärte sich Dymling jedoch bereit, Bergmans neues Projekt zu produzieren. Zu seinen Bedingungen zählten Bergmans Bereitschaft, mit einem kleinen Budget zu arbeiten, und eine Beschränkung auf 35 Drehtage.

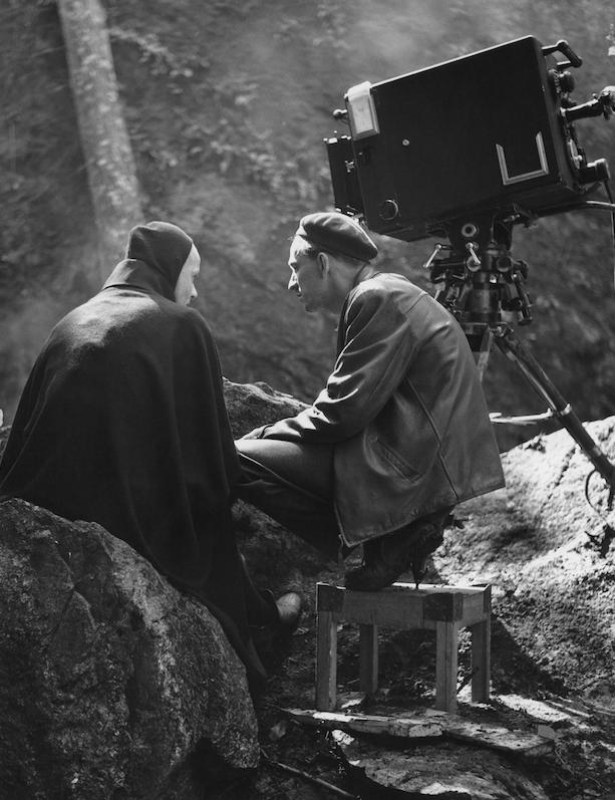
Ingmar Bergman mit Darsteller Bengt Ekerot

Die Dreharbeiten unter dem Arbeitstitel „Riddaren och döden“ (deutsch „Der Ritter und der Tod“) fanden vom 2. Juli bis 24. August 1956 in Hovs hallar in der südschwedischen Provinz Schonen und in den Råsunda Film Studios in Filmstaden, Solna, statt. In Hovs hallar wurden einige wenige Außenaufnahmen wie der Prolog am Meeresufer und der spontan mit Mitgliedern der Filmcrew entstandene Totentanz gedreht, die Mehrzahl der Aufnahmen entstand auf dem Studiogelände. Bergman bemerkte später nicht ohne Stolz, dass es ihm gelungen war, „diese große und komplizierte Dreharbeit in so kurzer Zeit und so billig durchzuführen“. So zogen der künstlich erzeugte Bach im Wald und der Scheiterhaufen wegen technischer Pannen die umliegenden Gebäude durch Überflutung und Rauch in Mitleidenschaft. Das siebente Siegel war auch der erste Bergman-Film, in dem Max von Sydow mitwirkte, der bereits Mitglied in Bergmans Theaterensemble in Malmö war. Gunnar Björnstrand wiederholte seine Rolle des Jöns aus früheren Theateraufführungen.

### Filmtitel
Das titelgebende „siebente Siegel“ stammt aus der Offenbarung des Johannes, die das Jüngste Gericht thematisiert: „Und als das Lamm das siebente Siegel brach, entstand im Himmel eine Stille, die erst nach einer halben Stunde endete. Und die sieben Engel, die die sieben Posaunen hatten, machten sich bereit, in ihre Posaunen zu stoßen.“ Diese wird im Prolog zitiert (im fertigen Film, das Drehbuch enthält das Eingangszitat noch nicht) und im Finale von Blocks Frau Karin verlesen, kurz bevor der Tod in Blocks Burg erscheint.

### Veröffentlichung und deutsche Fassung
Das siebente Siegel wurde am 16. Februar 1957 in Schweden uraufgeführt. Trotz der „verheerenden“ (Bergman) Premiere vor einem feindseligen Publikum anlässlich einer Galaveranstaltung entwickelte sich der Film schnell zu einem internationalen Erfolg. Wie bereits Das Lächeln einer Sommernacht erhielt auch Das siebente Siegel einen Sonderpreis auf den Filmfestspielen in Cannes. In Frankreich startete der Film am 11. Dezember 1957, in den USA am 13. Oktober 1958. In der BRD lief Das siebente Siegel erst am 14. Februar 1962 in den Kinos an, obwohl der Film bereits am 24. August 1957 auf den Nordischen Filmtagen Lübeck gezeigt worden war. In der DDR startete der Film am 10. August 1971.
Das siebente Siegel ist international auf DVD erhältlich, in der BRD bei Kinowelt/Arthaus. Auf dem amerikanischen und europäischen Markt wurde der Film auch auf Blu-ray Disc veröffentlicht.

## Synchronisation
Die deutsche Synchronisation erfolgte 1961 nach einem Dialogbuch und unter der Dialogregie von Manfred R. Köhler im Auftrag von Beta-Film GmbH & Co in München.
| Rolle                         | Darsteller              | Synchronsprecher    |
| ----------------------------- | ----------------------- | ------------------- |
| Antonius Block                | Max von Sydow           | Harald Leipnitz     |
| Der Tod                       | Bengt Ekerot            | Hans Baur           |
| Jof                           | Nils Poppe              | Harry Wüstenhagen   |
| Knappe Jöns                   | Gunnar Björnstrand      | Rolf Boysen         |
| Mia                           | Bibi Andersson          | Johanna von Koczian |
| Schmied Plog                  | Åke Fridell             | Erik Jelde          |
| Jonas Skat                    | Erik Strandmark         | Thomas Braut        |
| Karin Block                   | Inga Landgré            | Rosemarie Fendel    |
| Mädchen vom Dorf              | Gunnel Lindblom         | Annemarie Wernicke  |
| Raval                         | Bertil Anderberg        | Otto Stern          |
| Hexe                          | Maud Hansson            | Loni von Friedl     |
| Der Mönch                     | Anders Ek               | Christian Marschall |
| Albertus Pictor, Kirchenmaler | Gunnar Olsson           | Wolf Ackva          |
| Erzähler                      | Ingmar Bergman (Stimme) | Niels Clausnitzer   |

## Historische Fakten

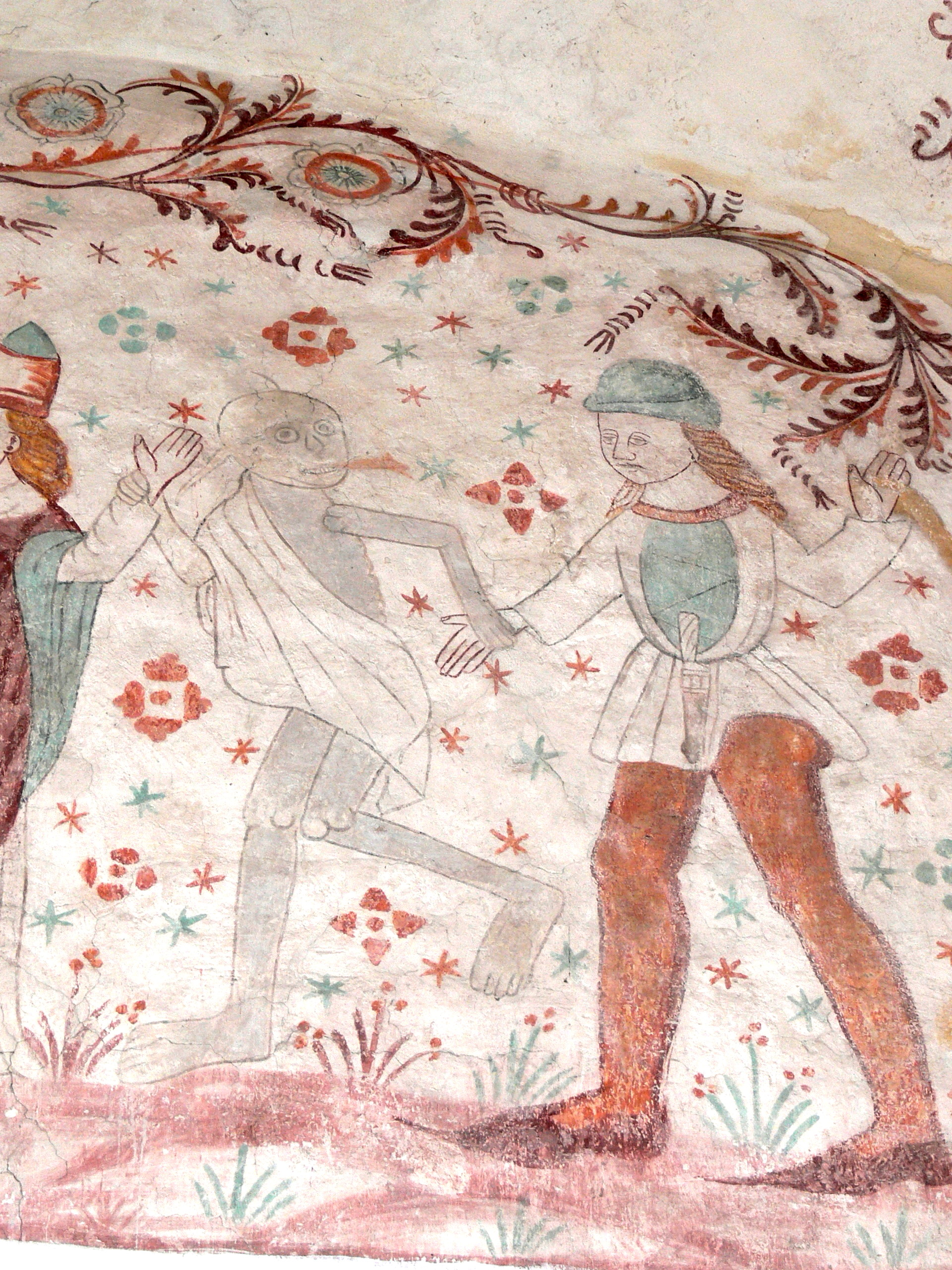
Ausschnitt aus dem Totentanz in der Pfarrkirche Nørre Alslev, Dänemark (14. Jhdt.).

In seinem Vorwort zur Buchpublikation des Drehbuchs betonte Bergman, der Film sei kein Versuch, ein realistisches Bild Schwedens im Mittelalter zu zeichnen, sondern „ein Versuch moderner Poesie, der die Lebenserfahrungen eines modernen Menschen in eine Form übersetzt, die sehr frei mit den mittelalterlichen Gegebenheiten umgeht.“ Bergmans Darstellung des Mittelalters weist neben historisch verbürgten Details auch verschiedene Anachronismen auf:
Das Wüten der Pest oder des „Schwarzen Todes“ nahm in Schweden etwa 1350 seinen Anfang. Diese hatte ihren Weg von Norddeutschland über Dänemark und Norwegen genommen. In einem Dialog schildert der Knappe Jöns seine und Blocks Erlebnisse im Heiligen Land, dem Ziel des Kreuzzuges, dem sie sich angeschlossen hatten. Der letzte Kreuzzug mit dem Ziel Jerusalem wurde jedoch einige Jahrzehnte früher als der Ausbruch der Pest in Schweden, in der zweiten Hälfte des 13. Jahrhunderts, unternommen.
Die künstlerische Darstellung des Totentanzes oder Totenreigens, der im Film auf einer Wandmalerei in einer Kirche und als Schlussbild zu sehen ist, fand seit der Mitte des 14. Jahrhunderts Verbreitung. Der in einer Szene auftretende Kirchenmaler Albertus Pictor war jedoch erst in der zweiten Hälfte des 15. Jahrhunderts im Stockholmer Raum aktiv.
Obwohl von Historikern zeitlich unterschiedlich verortet, trat das Phänomen der Hexenverfolgung in Schweden übereinstimmend nicht im Mittelalter, sondern erst in der Neuzeit auf. Jörg-Peter Findeisen nannte 1559 als Zeitpunkt der ersten Hexenverbrennungen, Bengt Ankarloo datierte die erste Verfolgungswelle auf 1570. Laut Brian P. Levack gelangte das „kumulative Konzept von Hexerei“ sogar erst Mitte des 17. Jahrhunderts nach Schweden.
Der im Prolog kurz angespielte und später von der Märtyrerprozession gesungene Hymnus ist das Dies irae aus der Mitte des 13. Jahrhunderts. Die übrigen vorgetragenen Lieder sind keine mittelalterlichen Kompositionen, sondern wurden von Erik Nordgren und Bergman geschrieben.

## Analyse

### Glaubenskonflikte
„Das siebente Siegel ist eine Allegorie mit einem sehr einfachen Thema: der Mensch, seine ewige Suche nach Gott und dem Tod als einziger Sicherheit.“ (Bergman im Vorwort zum Drehbuch)
In Film and the Critical Eye identifizierten die Autoren DeNitto und Herman den Protagonisten Antonius Block als „die archetypische Figur des Intellektuellen auf der Suche nach Gott. Er hat den unschuldigen, nicht hinterfragenden Glauben verloren, dennoch sind Leben und Tod für ihn ohne Glauben bedeutungslos.“ Seine auf sich selbst bezogene Suche lasse ihn nicht einmal erkennen, dass sich in seiner bedeutendsten Tat, der selbstlosen Rettung von Jofs Familie, Gott als gnädig gezeigt hat, und darin liege sein Scheitern: „Das Problem des Ritters ist nicht, dass Gott sich nicht zeigt, sondern dass Antonius so sehr durch seinen Intellekt gefangen ist.“ Ihm gegenüber positioniert sei der Knappe Jöns, für den kein Gott existiert und das Universum absurd ist. Jöns „fragt und zweifelt nicht, er ist ein Mann der Tat.“ Doch wie der Ritter habe auch dieser seine Beschränkungen: Sein Zynismus hindere ihn, die Existenz von Dingen außerhalb der sichtbaren Welt wahrzunehmen.
In der Interviewsammlung Bergman über Bergman hob auch Jonas Sima die Gegensätzlichkeit der Figur des Ritters und seines Knappen Jöns hervor. Bergman stimmte zu, dass die beiden Charaktere „eine Spaltung in zwei verschiedene Seiten“ darstellten. Auf der einen Seite stehe „der Glaubensfanatiker, der das physische und psychische Leiden als etwas Unwesentliches im Verhältnis zu einer außerirdischen Erlösung empfindet […] alles, was um ihn herum passiert, ist etwas Irrelevantes, eine Spiegelung, ein Irrlicht“. Gleichzeitig bekannte Bergman, der als Sohn eines Pfarrers streng religiös erzogen wurde, dass Block ein Gestalt gewordener Teil seiner Selbst sei: „Ich habe eher mit einer Art Verzweiflung die Blocks in mir erlebt, von denen ich mich eigentlich nie recht befreien kann.“ Der positive Gegenpol seien Charaktere wie Jöns und die Schauspielertruppe: „Jöns dagegen ist der Mensch von heute, hier und jetzt, der Mitgefühl und Haß und Verachtung empfindet […] Ich habe immer Sympathie für die Menschen vom Schlage Jöns und Jof und Skat und Mia gespürt.“ Diese Sympathie machte auch Rezensentin Dora Feling in ihrer Besprechung von 1962 aus: „Wie in Bergmans Abend der Gaukler ist schon hier der ausweglosen Düsternis das heitere, lebensüberhöhende Spiel einer kleinen Gauklertruppe gegenübergestellt, als deren Mitglied sich der Obergaukler Bergman vielleicht jedesmal selbst fühlt.“ Im Charakter des Jöns sah Feling den „einzig ‚modern‘ denkenden Mittänzer im Totentanz, […] dessen Verstand Jahrhunderte vorauseilte“.
Jacques Siclier präzisierte den dem Film zugrunde liegenden Konflikt oder Gegensatz als den von christlich-religiösen (Block) und atheistisch-skeptischen (Jöns) Überzeugungen. Diese personifizierten Gegensätze seien „die Verkörperung des modernen Menschen, der über die Unsicherheit der menschlichen Kondition nachdenkt“. Darin, so Siclier, liege die Objektivität und der Agnostizismus des Films, und die Schwierigkeit, Bergmans Position zu klassifizieren: „Es ist das große Paradox von Das siebente Siegel, einem offensichtlich metaphysischen Werk, durch die agnostische Position seines Autors, die Vergeblichkeit der Metaphysik zu formulieren. […] Bergman schafft keine abgeschlossenen philosophischen Systeme […] Er schlägt eine oder mehrere mögliche Haltungen vor und zieht keine Schlußfolgerungen.“
Letztlich, führte Siclier weiter aus, sei die Grundhaltung des Films existenzialistisch, die er an dem Paar Jof und Mia festmachte: „Wichtig in dieser Welt ist es nicht, Fragen zu stellen, sondern zu leben.“ Jof und Mia stellten „den einzigen Wert [dar], der dem Nichts entgeht: die Liebe, die Leben und Freude gibt“. DeNitto und Herman sahen den existenzialistischen Charakter des Films in der Figur des Jöns personifiziert: „Der Knappe des 14. Jahrhunderts hätte ohne Probleme eine Philosophie verstanden, die propagiert, dass die Existenz der Essenz vorausgeht, die Grundbedingungen der menschlichen Existenz absurd sind, der Mensch frei in der Schaffung seiner eigenen Werte ist und ein Mensch seinen Überzeugungen Taten folgen lassen muss, für die er die Verantwortung übernimmt. […] So gesehen ist es verständlich, dass viele Betrachter sich einfacher mit Jöns als mit dem Ritter identifizieren können und ihn als den wahren Helden des Films ansehen.“
Dieser Sichtweise mochte sich nicht jeder Rezensent anschließen. Jesse Kalin stellte in The Films of Ingmar Bergman einen Einfluss des Existenzialismus auf Bergman in Frage. Frank Gado, Autor von The Passion of Ingmar Bergman, sah in der existenzialistischen Betrachtungsweise des Films eine Erscheinung der 1950er Jahre, einer Zeit, in der sich diese philosophische Strömung großer Popularität erfreute. (DeNittos und Hermans Analyse erschien allerdings erst 1975.) Bergman selbst äußerte sich nicht zu einem möglichen existenzialistischen Einfluss; stattdessen zeigte er sich in dieser Zeit unter anderem beeindruckt von dem finnischen Neopositivisten Eino Kaila.

### Weitere Motive

#### Äußere und innere Reise
Für DeNitto und Herman ist das Herzstück des Films die Suche des Ritters, die sowohl eine äußere als auch eine spirituelle Reise in seine Psyche sei. In diesem Zusammenhang stellten die Autoren die Frage nach der tatsächlich verstrichenen Zeit zwischen dem ersten Auftreten des Todes und dem Tod des Ritters, die die wenigen Sekunden eines Traums, die in den Offenbarungen des Johannes erwähnte halbe Stunde, die 90 Minuten Laufzeit des Films oder die im Film verstrichenen 24 Stunden betragen haben könnte. Sie kamen zu dem Schluss, dass „die Frage nach der Zeit irrelevant“ sei, denn „in der Welt des Spirituellen oder des Unbewussten ist die physische Zeit aufgehoben.“ Bergman gab selbst an, dass sich der Film während der Arbeit „zu einer Art road movie [entwickelte], das sich ungezwungen durch Zeit und Raum bewegte“.
DeNitto und Herman führten den Gedanken der inneren Reise und der nicht messbaren Zeit noch weiter: Innerhalb der Begebenheiten der äußeren Reise nehme Block eine passive Rolle ein, da er so sehr von seiner inneren Reise eingenommen sei, dass andere Menschen, Natur und Kunst ihm nichts bedeuteten. Block „ist von seinen Mitmenschen isoliert und in seinen Träumen und Fantasien gefangen. […] Vielleicht wurde alles, was dem Ritter während seiner Reise zustößt, für ihn inszeniert, möglicherweise ist der gesamte Film ein Traum.“ Als einen möglichen Beleg für den Erklärungsversuch der „Inszenierung“ führten die Autoren die wundersame Errettung von Jofs Familie an: „Wir wundern uns, warum es Jof und seiner Familie gestattet wird, zu leben, da nichts und niemand dem Tod entkommt. Oder waren sie niemals in Gefahr, und der Tod behauptete nur, sie wären es?“

#### Schachspiel
Vincent LoBrutto betonte in Becoming Film Literate den Symbolwert des Schachspiels: „Wie der Tod repräsentiert das Schachspiel Endlichkeit […] es ist ein Kriegsspiel […] und ein intellektuelles Spiel“, das unter anderem die Fertigkeit voraussetze, „Ereignisse vorhersehen zu können“. Auch seien die beiden Farben Schwarz und Weiß „seit Ewigkeiten ikonografisch behaftet“. Die Figuren im Film wiederum repräsentierten Schachfiguren: „Alle Charaktere sind Bauern für den Teufel, Gott oder beide.“ Marc Gervais unterstützte diese Sicht auf die Charaktere in Ingmar Bergman: Magician and Prophet: „Ihre Aktionen, ob Worte oder Taten, [sind] alle Teil eines im Voraus entworfenen Plans“.
Bereits in Einen Sommer lang (1951) hatte Bergman eine den Tod repräsentierende, dunkel gewandete Figur auftreten lassen, die Schach spielend gezeigt wird. Bergman: „Ja, sie ist der Tod. Sie tritt in dem Augenblick auf, in dem das Stück sich verdunkelt.“

#### Analogie Pest–Atombombe
Viele Rezensenten machten in Das siebente Siegel ein Grundmotiv der Angst und Parallelen zwischen der Furcht vor der Pest und der Atombombe aus. Bergman bestätigte die Analogie Pest–Atombombe sowohl in seinem Vorwort zur Drehbuch-Veröffentlichung als auch in Interviews und ergänzte: „Aus diesem Grunde ist [der Film] gemacht worden, er handelt von der Todesangst. Durch ihn habe ich mich von meiner Todesangst befreit.“ DeNitto und Herman gingen in ihrer Analyse noch weiter: „Die Pest im Film ist, wie in Albert Camus’ Roman Die Pest, offensichtlich nicht eine simple Krankheit, sondern eine Personifikation der im Menschen verankerten zerstörerischen Kräfte. Sie stellt die Stärken und Werte von Individuen auf die Probe.“

#### Der Totentanz
In der letzten Szene des Films sieht Jof, wie der Tod sechs Personen hinter sich her ins Reich der Toten zieht. Jof spricht ihre Namen aus: „Der Schmied und Lisa, der Ritter und Raval und Jöns und Skat.“ Dies würde im Umkehrschluss bedeuten, dass Blocks Frau Karin und das Mädchen verschont wurden. Zu diesem Widerspruch führte Egil Törnqvist in Ingmar Bergman Directs weiter aus: „Aber was wir sehen sind vier Männer und zwei Frauen. […] Unsere logischen Erwartungen widersprechen dem, was wir sehen. Und was wir sehen stimmt weder mit Mias Sicht – sie nimmt nichts von alldem wahr – noch mit Jofs Vision überein. Dies führt zu dem Schluss, dass es keine objektive Erkenntnis gibt, nur subjektive ‚Visionen‘.“
Jesse Kalin vermutete dagegen im Fehlen einiger der Figuren (darunter auch die als Hexe verbrannte junge Frau) ein Versehen, das nicht überwertet werden sollte. Dennoch fragte er, ob Karin und das Mädchen aus dem Dorf deshalb besonders seien, weil sie vielleicht einen Frieden gefunden hätten, den Block und Jöns vergeblich suchten.

### Filmische Mittel
Laut DeNitto und Herman manifestierten sich die Gegensätze in Das siebente Siegel sowohl auf der erzählerischen (Skeptizismus gegen Glaube, Gefühl gegen Intellekt etc.) als auch auf der visuellen und klanglichen Ebene. „Das Spiel des Lichts“, so Stuart M. Kaminsky und Joseph F. Hill in Ingmar Bergman: Essays in Criticism, zeige deutlich „die Gegensätze zwischen den gleichzeitig ablaufenden Handlungsmustern auf. In der Lichtsetzung der Geschichte des Ritters dominiert das Dunkel, das Schwarz. Über Jof und Mia schwebt beinahe immer eine anmutige Helligkeit, als spiele sich das Geschehen in einer anderen Realität ab.“ Theo Fürstenau in der Zeit: „Der Bildstil […] hält sich in Spannung zwischen strenger Form und expressiver Übersteigerung. Streng ist die Welt des Ritters und des Todes, expressiv die qualvolle Verwirrnis der dem Pesttode entgegensinkenden Menschheit.“ Auf einen „Versuch einer neuen filmsprachlichen Syntax im abrupten Wechsel der Totalen mit den Nahaufnahmen“ wies Peter W. Jansen 2003 im Tagesspiegel hin.
„Essentiell“ (DeNitto/Herman) in einer Szene sei auch die zweiminütige Einstellung von Block und dem Tod in der Kapelle, die die langen, statischen Aufnahmen Bergmans späterer Filme vorwegnehme. LoBrutto unterstrich ebenfalls Bergmans Einsatz langer Einstellungen sowie das Arrangement der Figuren, die in Aufnahmen mit zwei Personen oft einander nicht anschauten: „Indem Bergman der Kamera erlaubt, beide Charaktere zu beobachten, während sie in verschiedene Richtungen sehen, untersucht er die Spannung in ihrer Innigkeit, das physische und psychologische Verhältnis zueinander und zu ihrer Umwelt.“ Roger Manvell (Ingmar Bergman: An Appreciation) betonte das Spannungsverhältnis von Ton und Stille in Das siebente Siegel und Die Jungfrauenquelle (1960), das an Luis Buñuel erinnere: „Wie Buñuel scheut Bergman sich nicht, für den dramatischen Effekt auf Passagen absoluter Stille zu vertrauen.“
Die Bildkomposition und kontrastreiche Schwarzweißfotografie des Films veranlasste Kritiker und Filmhistoriker zu Assoziationen mit den Gestaltungsmitteln des Chiaroscuro, des deutschen expressionistischen Films und Carl Theodor Dreyers Tag der Rache (1943). Bergman in einem Interview mit Jean Béranger: „Von einem deutschen Einfluss zu sprechen, wäre ungenau. Die schwedischen Meister der Stummfilmzeit – die seinerzeit wiederum von den Deutschen imitiert wurden –, sie allein haben mich inspiriert, allen voran Sjöström, der für mich einer der größten Filmemacher aller Zeiten ist.“ Peter John Dyer kam in seiner Rezension in Sight & Sound zum selben Ergebnis: „Tatsächlich verleibt sich der Film alle Traditionen des skandinavischen historischen Films ein.“
Für DeNitto und Herman markierte Das siebente Siegel das Ende von Bergmans „Lehrzeit“, die in Das Lächeln einer Sommernacht ihren Höhepunkt gefunden hatte. Gegenüber seiner früheren „eklektizistischen“ Verwendung filmischer Techniken trete er nun als „reifer und bedeutender Regisseur“ hervor, der die völlige Kontrolle über seine Mittel besitze. Selbst wenn er nicht immer erfolgreich in seinen Bemühungen sei, teste Bergman „kontinuierlich das Potenzial der Kunstform Film aus“.

### Position in Bergmans Werk
Bergman drehte nur noch einen weiteren Film vor mittelalterlicher Kulisse, Die Jungfrauenquelle, den der Regisseur aber zu seinen schwächeren Werken zählte. Jedoch setzte Die Jungfrauenquelle die mit Das siebente Siegel begonnene Serie von Filmen fort, in denen neben Sinn- und Glaubensfragen die Suche nach Gott eine zentrale Rolle spielte; die bekanntesten darunter sind die Filme der so genannten Glaubenstrilogie Wie in einem Spiegel (1961), Licht im Winter (1962) und Das Schweigen (1963). Gleichzeitig bedeutete Das siebente Siegel für Bergman eine Abkehr von einer tradierten Religiosität: „[Der Film] ist einer der absolut letzten Ausdrücke manifester Glaubensvorstellungen, Glaubensvorstellungen, die ich von meinem Vater geerbt und seit der Kindheit mit mir herumgetragen hatte. […] In Wie in einem Spiegel wird das Kindheitserbe liquidiert.“ Filmhistoriker Gösta Werner bezeichnete Das siebente Siegel als „das erste von Bergmans großen Legenden- und Mysterienspielen aus den fünfziger und sechziger Jahren“, wobei seitens der Filmkritik nur wenige von Bergmans späteren Filmen explizit eine Einordnung als Mysterienspiel erfuhren, so etwa Schreie und Flüstern (1972) oder Die Zauberflöte (1975). Die Schauspieler- oder Gauklertruppe, ein beliebtes Motiv in Bergmans Filmen, hatte bereits in Abend der Gaukler im Zentrum der Handlung gestanden und wurde später unter anderem in Das Gesicht (1958) und Der Ritus (1969) erneut in den Mittelpunkt gerückt.

## Rezeption

### Kritiken
Das siebente Siegel wurde bei Erscheinen national und international fast durchweg positiv aufgenommen. In Frankreich nannte Kritiker und Filmemacher Éric Rohmer den Film „einen der schönsten, die je gedreht wurden“, US-Kritiker Andrew Sarris bezeichnete ihn als „existenzialistisches Meisterwerk“. Die Vergleiche reichten von F. W. Murnaus Faust (Kölner Stadt-Anzeiger) bis zu Mauritz Stiller und (dem von Bergman verehrten) Victor Sjöström (Sight & Sound).
Stockholms-Tidningen schrieb nach der schwedischen Premiere: „Der dunkle, tiefgründige Film […] verteidigt das Leichte, Fröhliche. Leichtigkeit und Freude sind nicht dasselbe wie Oberflächlichkeit. […] wenn man Das siebente Siegel zum zweiten Mal sieht, beginnen die Konturen hervorzutreten und man entdeckt, welch Kunstwerk aus einem Guß der Film ist. Die Bedeutung tritt hervor. Die Menschen werden ‚modern‘. Das Spätmittelalter lebte in der Angst vor der Pest, unsere Zeit lebt in der Angst vor der Atombombe.“
Nach der Premiere in den USA notierte Bosley Crowther in der New York Times: „Eine durchdringende und kraftvolle Kontemplation über den Weg, den der Mensch auf dieser Erde zurücklegt. In ihrem Kern eine intellektuelle, aber auch emotional anregende Herausforderung, die schwierigste – und lohnendste – für den Kinobesucher bislang in diesem Jahr.“
Die Zeit bezeichnete Bergman 1962 als „genialen Regisseur“ und führte weiter aus: „Das unmittelbar Erfahrbare, diese in Pestilenz sterbende Welt, [wird] nicht etwa bloß als Sinnbild oder gar als Allegorie, sondern als mit Grauen aufgeladene Wirklichkeit […] auf die Filmleinwand gebracht.“ Für Fürstenau bestand die Qualität des Films darin, „daß Bergman von der Situation des zweifelnden, modern reflektierenden Menschen her in eine Welt der klaren transzendenten Bezüge dringt, diese Welt empfindet, begreift, aus ihren eigenen Bedingungen heraus darstellt und sie gleichzeitig auf ein aktuelles Existenzbewußtsein hin auflöst.“ Auch der film-dienst zeigte sich beeindruckt von dem „mit künstlerischer Bildkraft gestalteten Gleichnis […] dessen bedrängender Ernst zu [sic] Nachdenken auffordere“.
In späteren Jahren wurde der Film auch kritischen Revisionen unterzogen. Dave Kehr vom Chicago Reader entdeckte ein „typisches 50er Jahre Kunstfilm-Manöver“, und Nigel Floyd notierte im Time Out Film Guide: „Ob [die außerordentlichen Bilder] das metaphysische und allegorische Gewicht tragen können, mit denen sie beladen sind, bleibt dahingestellt.“
James Monaco erklärte in seinem erstmals 1977 erschienenen Kompendium Film verstehen den Erfolg des Films folgendermaßen: „Sein Symbolismus war sofort verständlich für Leute, die, an Literatur geübt, gerade dabei waren, den Film als «Kunst» zu entdecken […] Krasse schwarzweiße Bilder vermitteln die mittelalterliche Stimmung des Films, verstärkt noch durch Bergmans optische und dramatische Anspielungen auf Malerei und Literatur des Mittelalters. Im Gegensatz zum Hollywood-‚Kino‘ war sich Det sjunde inseglet eindeutig einer elitären künstlerischen Kultur bewußt und wurde deshalb sofort vom intellektuellen Publikum geschätzt.“
Das Lexikon des internationalen Films resümierte dessen ungeachtet positiv: „Im Rückgriff auf die Tradition mittelalterlicher Mysterienspiele meditiert der mit großer künstlerischer Kraft gestaltete Film über den Verlust von Sinnbezügen und die Suche nach Haltepunkten in einer neuzeitlichen Welt. Eine symbolträchtige Allegorie, geprägt von bitterer Skepsis.“

### Auszeichnungen (Auswahl)
- Spezialpreis der Jury der Filmfestspiele von Cannes 1957
- Étoile de Cristal für den Besten ausländischen Film 1959
- Auszeichnung der Sindacato Nazionale Giornalisti Cinematografici Italiani 1961 an Ingmar Bergman als bester ausländischer Regisseur
- Auszeichnung des Círculo de Escritores Cinematográficos 1962 an den besten ausländischen Film
- Fotogramas de Plata für den besten Darsteller (Max von Sydow) 1962
- Sant Jordi Award für den besten Film und den besten ausländischen Regisseur 1962

## Nachwirkung
Nigel Floyd nannte Das siebente Siegel den „wahrscheinlich am häufigsten parodierten Film aller Zeiten“. Zwei zentrale Motive des Films werden bevorzugt zitiert: Das des Todes, der einem Einzelnen oder einer Gruppe erscheint und verlangt, ihm zu folgen, und das des Totentanzes. Beispiele, die sich parodierend dieser Motive bedienen, sind Die letzte Nacht des Boris Gruschenko (1975), Der Sinn des Lebens (1983), Bill & Ted’s verrückte Reise in die Zukunft (1991) oder Last Action Hero (1993). Andrew K. Nestingen wies in seinem Buch über den skandinavischen Film darauf hin, dass die Figur des Todes bereits bei Bergman sardonische Untertöne enthalte und sowohl mit humoristischen als auch eitlen Zügen ausgestattet sei, die keine der Parodien zu treffen vermochte.
Vergleiche wurden auch zwischen Das siebente Siegel und dem Horrorfilm Satanas – Das Schloß der blutigen Bestie (1964) gezogen. Regisseur Roger Corman verneinte jedoch Gemeinsamkeiten zwischen seinem und Bergmans Film, den mittelalterlichen Hintergrund und das Erscheinen des Todes ausgenommen, und betonte, er habe im Gegenteil versucht, jede Ähnlichkeit zu vermeiden.